# Kappa Centauri
Kappa Centauri (κ Cen) – gwiazda w gwiazdozbiorze Centaura. Oddalona jest o około 381 lat świetlnych od Słońca.

## Charakterystyka
Jest to gwiazda potrójna, należąca do asocjacji górnego Centaura–Wilka. Widoczny gołym okiem jaśniejszy składnik, Kappa Centauri A, to gwiazda spektroskopowo podwójna, której składniki trudno jest rozdzielić i indywidualnie scharakteryzować. Są oddalone na niebie o zaledwie 0,1″, a w przestrzeni dzieli je ok. 12 au.
Główna gwiazda układu (κ Cen Aa) jest sklasyfikowana jako błękitny podolbrzym należący do typu widmowego B2. Ma ona temperaturę 19 845 K i jasność (po uwzględnieniu osłabienia promieniowania przez ośrodek międzygwiazdowy) około 3500 razy większą niż Słońce. Jego towarzyszka (κ Cen Ab) to zapewne gwiazda ciągu głównego reprezentująca typ widmowy A0, o temperaturze około 9500 K i jasności ok. 190 L☉. Parametry fizyczne gwiazd nie są pewne: obliczenia teoretyczne przewidują, że składniki mają promienie odpowiednio 5,0 i 5,1 promienia Słońca (chociaż jaśniejszy składnik Aa powinien być większy) i masy odpowiednio 7,5 i 3,0 M☉. Przyjmując takie masy, można wyznaczyć okres orbitalny układu na 12 lat.
Trzecia gwiazda w tym układzie, Kappa Centauri B o wielkości obserwowanej 11,5m, znajduje się w odległości 4,0″ od centralnej pary (pomiar z 2000 roku). W przestrzeni odpowiada to co najmniej 470 au. Jest to pomarańczowy karzeł typu widmowego K2. Zakładając, że ma masę 0,75 M☉, można obliczyć, że jego okres obiegu to co najmniej 3000 lat.